# Thủy đậu
Thủy đậu (tiếng Anh: Varicella hoặc Chickenpox) hay còn được gọi là trái rạ là bệnh truyền nhiễm qua đường hô hấp gây ra bởi virus Varicella zoster (VZV) hay Herpes zoster. Đối tượng mắc bệnh chủ yếu là trẻ em, đặc biệt ở lứa tuổi học đường. Tại Việt Nam, bệnh thủy đậu được phân vào nhóm bệnh truyền nhiễm nhóm B nhưng phải tổ chức cách ly y tế. Biểu hiện bệnh chủ yếu tại da qua các sang thương dạng bóng nước với đa số diễn tiến lành tính và tự giới hạn; nhưng một số người bệnh có thể xuất hiện các biến chứng như bội nhiễm, viêm phổi, viêm não, v.v. Bệnh có thể được điều trị đặc hiệu (thuốc acyclovir) và/hoặc điều trị nâng đỡ tùy theo bệnh cảnh lâm sàng.
Có thể phòng ngừa bệnh bằng tiêm chủng vắcxin, tiêm huyết thanh chứa kháng thể hoặc sử dụng thuốc đặc trị. Người sau khi khỏi bệnh sẽ không bị thủy đậu nữa trong suốt cuộc đời nhưng phải đối diện với nguy cơ diễn tiến bệnh zona thần kinh khi về già (do sự tái hoạt của virus Varicella zoster ở dây thần kinh).

## Triệu chứng
Bệnh thủy đậu sẽ xuất hiện 10 - 14 ngày sau khi tiếp xúc với nguồn bệnh, khởi phát bệnh thường đột ngột với triệu chứng nổi mụn nước, mụn nước nổi ở vùng đầu mặt, chi và thân, mụn nước xuất hiện rất nhanh trong vòng 12 - 24 giờ có thể nổi toàn thân. Mụn nước có kích thước từ 1 – 3 mm đường kính, chứa dịch trong, tuy nhiên những trường hợp nặng mụn nước sẽ to hơn hay khi nhiễm thêm vi trùng mụn nước sẽ có màu đục do chứa mủ.
Bên cạnh mụn nước trẻ nhỏ thường kèm sốt nhẹ, biếng ăn nhưng ở người lớn hay trẻ lớn thường kèm sốt cao, đau đầu, đau cơ, nôn ói, cảm giác ngứa ngáy nơi các mụn nước. Bệnh sẽ kéo dài từ 7 - 10 ngày nếu không có biến chứng, các nốt rạ sẽ khô dần, bong vảy, thâm da nơi nổi mụn nước, không để lại sẹo, nhưng nếu bị nhiễm thêm vi trùng mụn nước có thể để lại sẹo.
Ban ngứa có thể là dấu hiệu đầu tiên của cơn bệnh. Sốt nhẹ, nhức đầu và mệt mỏi là điều thông thường.
Người bị nhiễm bệnh có thể bị chỉ nổi từ vài mụn trái rạ cho đến hơn 500 mụn trên thân thể hoặc nhiều hơn rất nhiều.

## Lây lan
Bệnh rất dễ truyền nhiễm và lây lan qua sự đụng chạm đến ban ngứa từ người bị thủy đậu hoặc qua những giọt nước nhỏ trong không khí từ miệng hay mũi của một người bị nhiễm (ví dụ, khi một người bị nhiễm trái rạ hắt hơi nhảy mũi hoặc ho),ngay cả khi đi Wc nước tiểu bám vào thành cầu người không bị nhiễm bệnh khi ngồi lên thành cầu cũng bị nhiễm bệnh
Bệnh cũng có thể lây lan qua sự tiếp xúc đến quần áo hoặc vải trải giường bị ô nhiễm bởi chất dịch từ ban ngứa hoặc từ miệng hay mũi của người bị bệnh.
Bệnh phát triển trong vòng 10-21 ngày sau khi tiếp xúc với người bị nhiễm bệnh.
Bệnh thủy đậu có thể lây từ 1-2 ngày trước khi nổi ban ngứa cho đến khi tất cả những vết phồng đã đóng vảy (thông thường trong vòng 5 ngày từ khi những vết phồng nổi lên).
Những người nào có hệ miễn dịch bị suy yếu mà bị trái rạ thì có thể phải mất một thời gian lâu hơn để những mụn thủy đậu của họ đóng vảy.
Khoảng 90% những người nào chưa từng bị thủy đậu trong gia đình sẽ mắc bệnh, nếu tiếp xúc với một người thân bị nhiễm bệnh.

## Biến chứng
Biến chứng của bệnh thủy đậu rất là nhiều, mặc dù đây là một bệnh lành tính, không có triệu chứng nặng nề ngoài những hồng ban mụn nước lan tràn. Tuy nhiên, bệnh có thể có những biến chứng rất quan trọng.
Biến chứng nhẹ của bệnh là nhiễm trùng da nơi mụn nước, nặng hơn vi trùng có thể xâm nhập từ mụn nước vào máu gây nhiễm trùng huyết. Các biến chứng nặng như viêm phổi, viêm não, viêm tiểu não... là các biến chứng có thể nguy hiểm đến tính mạng, hay để lại di chứng sau này.
Đặc biệt, thậm chí sau khi bệnh nhân đã khỏi bệnh, siêu vi thủy đậu vẫn còn tồn tại trong các hạch thần kinh dưới dạng bất hoạt (ngủ đông). Nhiều năm sau đó, có thể là 10, 20, hay 30 năm sau, khi có điều kiện thuận tiện như sức đề kháng cơ thể kém hay có yếu tố gì khác, thì siêu vi này sẽ tái hoạt động trở lại và gây ra san thương của bệnh zona, có người còn gọi là giời leo.
Phụ nữ mang thai nếu mắc bệnh thủy đậu sẽ rất nguy hiểm vì sẽ dễ bị biến chứng nặng, đặc biệt là viêm phổi. Khi phụ nữ mang thai bị thủy đậu ở 3 tháng đầu của thai kỳ, virus sẽ gây sẩy thai, hay khi sinh ra trẻ sẽ bị thủy đậu bẩm sinh với nhiều dị tật như đầu nhỏ, co gồng tay chân, bại não, sẹo bẩm sinh... Còn nếu bị trong những ngày sắp sinh hay sau sinh trẻ bị lây bệnh sẽ bệnh rất nặng với mụn nước nổi rất nhiều và dễ bị biến chứng viêm phổi, Viên đường hô hấp..

## Phòng ngừa
Vaccine chống thủy đậu có hiệu quả cao và lâu dài, giúp cơ thể tạo kháng thể chống lại virus thủy đậu, được áp dụng đối với các đối tượng sau:
- Tất cả trẻ em từ 12-18 tháng tuổi được tiêm 1 lần.
- Trẻ em từ 19 tháng tuổi đến 13 tuổi chưa từng bị thủy đậu lần nào, cũng tiêm 1 lần.
- Trẻ em trên 13 tuổi và người lớn chưa từng bị thủy đậu lần nào, thì nên tiêm 2 lần, nhắc lại cách nhau từ 4-8 tuần.
Hiệu quả bảo vệ của vaccine thủy đậu có tác dụng lâu bền.
Nếu đã được chủng ngừa vaccine thủy đậu thì đại đa số từ 80-90% có khả năng phòng bệnh tuyệt đối. Tuy nhiên, cũng còn khoảng 10% còn lại là có thể bị thủy đậu sau khi tiêm chủng, nhưng các trường hợp này cũng chỉ bị nhẹ, với rất ít nốt đậu, khoảng dưới 50 nốt, và thường là không bị biến chứng.
Thời gian ủ bệnh của thủy đậu là từ 1-2 tuần sau khi tiếp xúc với bệnh nhân, do đó, nếu một người chưa được tiêm phòng vaccine thủy đậu mà có tiếp xúc với bệnh nhân thủy đậu, trong vòng 3 ngày ta có thể tiêm ngừa thì vaccine có thể phát huy tác dụng bảo vệ ngay sau đó giúp phòng ngừa thủy đậu do đó phải cẩn thận